# Tűzföldi bukóhojsza
A tűzföldi bukóhojsza (Pelecanoides magellani) a madarak (Aves) osztályának a viharmadár-alakúak (Procellariiformes) rendjébe, ezen belül a bukó viharmadárfélék (Pelecanoididae) családjába tartozó faj.

## Előfordulása
Argentína, Chile és a Falkland-szigetek partjainál honos.

## Megjelenése
Testhossza 20 centiméter. Zömök teste és kampós csőre van. Tollruhája felül sötét, alul világos, ami a tengeri madarakra általában jellemző.

## Életmódja
Tengeri madár, mélyen a víz alá bukva szerzi táplálékát.

## Szaporodása
Fészekalja 1 tojásból áll.